# Minna Karhu
Minna Marika Karhu (* 2. November 1971 in Vantaa, Uusimaa) ist eine ehemalige finnische Freestyle-Skierin. Sie war auf die Buckelpisten-Disziplinen Moguls und Dual Moguls spezialisiert und feierte vier Weltcupsiege.

## Biografie
Minna Karhu nahm im April 1990 an den Internationalen Jugendmeisterschaften am Pyhätunturi teil und gewann die Goldmedaille auf der Buckelpiste. Im Dezember desselben Jahres gab sie in La Plagne ihr Debüt im Freestyle-Skiing-Weltcup und belegte als Siebente sogleich ein Spitzenresultat. Bei ihren ersten Weltmeisterschaften in Lake Placid wurde sie Elfte. Nach mehreren Weltcup-Platzierungen zwischen sechs und 15 kam sie bei den Olympischen Spielen von Albertville, wo Freestyle erstmals offiziell vertreten war, nicht über Rang 19 hinaus. In den beiden folgenden Wintern konnte sie sich im Weltcup nicht verbessern, bei den Weltmeisterschaften in Altenmarkt-Zauchensee und den Olympischen Spielen von Lillehammer belegte sie die Ränge zwölf und 13.
Im Dezember 1994 gewann sie erstmals ein Rennen im Nor-Am Cup, bei ihren dritten Weltmeisterschaften in La Clusaz erreichte sie Platz zehn. In der Saison 1995/96 konnte sie sich mit Top-10-Plätzen in sämtlichen 13 Weltcups an der Weltspitze etablieren. Ende Januar feierte sie am Mont-Tremblant als erste Finnin einen Freestyle-Weltcupsieg. In beiden Disziplinenwertungen wurde sie Vierte. Im folgenden Winter konnte sie sich noch einmal steigern und musste sich nach einem Sieg in La Plagne auf der Parallelbuckelpiste (Dual Moguls) in der entsprechenden Wertung nur Candice Gilg geschlagen geben. In der Einzeldisziplinenwertung wurde sie Dritte, im Gesamtweltcup erreichte sie als Elfte ein Karrierehoch. Bei den Weltmeisterschaften in Iizuna Kōgen belegte sie Rang sieben. Den nächsten Winter eröffnete sie mit einem Europacupsieg in der Schweiz, konnte im Weltcup aber nicht mehr ganz an die beiden Vorjahre anknüpfen. Im Rahmen der Olympischen Spiele von Nagano gelang ihr mit Rang sechs ihr bestes Ergebnis bei einem Großereignis. Zu Beginn des Winters 1998/99 gewann Karhu fünf Wettkämpfe in Folge, darunter zwei Weltcup-Rennen in Nordamerika, erlitt jedoch in Blackcomb einen Kreuzbandriss und musste die Saison vorzeitig beenden.
Nach dem Comeback fuhr Karhu weiterhin unter die besten zehn und erreichte im Januar 2001 als Dritte im Deer Valley wieder einen Weltcup-Podestplatz. Bei den Weltmeisterschaften in Whistler trat sie erstmals in beiden Disziplinen an und schaffte mit den Rängen sechs und neun respektable Ergebnisse. Danach verpasste sie meistens die Finalqualifikation. Bei ihrer vierten und letzten Olympiateilnahme in Salt Lake City musste sie sich mit Rang zwölf begnügen und beendete im darauffolgenden März ihre aktive Laufbahn im Leistungssport.

## Erfolge

### Olympische Spiele
- Albertville 1992: 19. Moguls
- Lillehammer 1994: 13. Moguls
- Nagano 1998: 6. Moguls
- Salt Lake City 2002: 12. Moguls

### Weltmeisterschaften
- Lake Placid 1991: 11. Moguls
- Altenmarkt-Zauchensee 1993: 12. Moguls
- La Clusaz 1995: 10. Moguls
- Nagano 1997: 7. Moguls
- Whistler 2001: 6. Moguls, 9. Dual Moguls

### Weltcupwertungen
| Saison  | Gesamt | Gesamt | Moguls | Moguls | Dual Moguls | Dual Moguls |
| Saison  | Platz  | Punkte | Platz  | Punkte | Platz       | Punkte      |
| ------- | ------ | ------ | ------ | ------ | ----------- | ----------- |
| 1990/91 | 47.    | 2      | 15.    | 15     | –           | –           |
| 1991/92 | 47.    | 2      | 18.    | 14     | –           | –           |
| 1992/93 | 61.    | 20     | 25.    | 184    | –           | –           |
| 1993/94 | 67.    | 26     | 25.    | 212    | –           | –           |
| 1994/95 | 50.    | 41     | 18.    | 288    | –           | –           |
| 1995/96 | 12.    | 88     | 4.     | 704    | 4.          | 200         |
| 1996/97 | 11.    | 89     | 3.     | 444    | 2.          | 440         |
| 1997/98 | 20.    | 77     | 6.     | 464    | 11.         | 204         |
| 1998/99 | 22.    | 64     | 11.    | 256    | –           | –           |
| 1999/00 | 18.    | 69     | 9.     | 344    | 17.         | 72          |
| 2000/01 | 11.    | 82     | 5.     | 408    | –           | –           |
| 2001/02 | 33.    | 47     | 17.    | 280    | 32.         | 4           |

### Weltcupsiege
Karhu errang im Weltcup 13 Podestplätze, davon 4 Siege:
| Datum             | Ort            | Land       | Disziplin   |
| ----------------- | -------------- | ---------- | ----------- |
| 27. Januar 1996   | Mont-Tremblant | Kanada     | Moguls      |
| 15. Dezember 1996 | La Plagne      | Frankreich | Dual Moguls |
| 9. Januar 1999    | Mont-Tremblant | Kanada     | Moguls      |
| 23. Januar 1999   | Heavenly       | USA        | Moguls      |

### Europacup
- 5 Podestplätze, davon 3 Siege:

| Datum             | Ort      | Land     | Disziplin   |
| ----------------- | -------- | -------- | ----------- |
| 27. November 1997 | Zermatt  | Schweiz  | Moguls      |
| 12. Dezember 1998 | Champéry | Schweiz  | Moguls      |
| 18. Februar 2001  | Himos    | Finnland | Dual Moguls |

### Weitere Erfolge
- Moguls-Gold bei den Internationalen Jugendmeisterschaften 1990
- 2 Siege im Nor-Am Cup
- 2 Siege im Australia New Zealand Cup